# Wulfen (Dorsten)

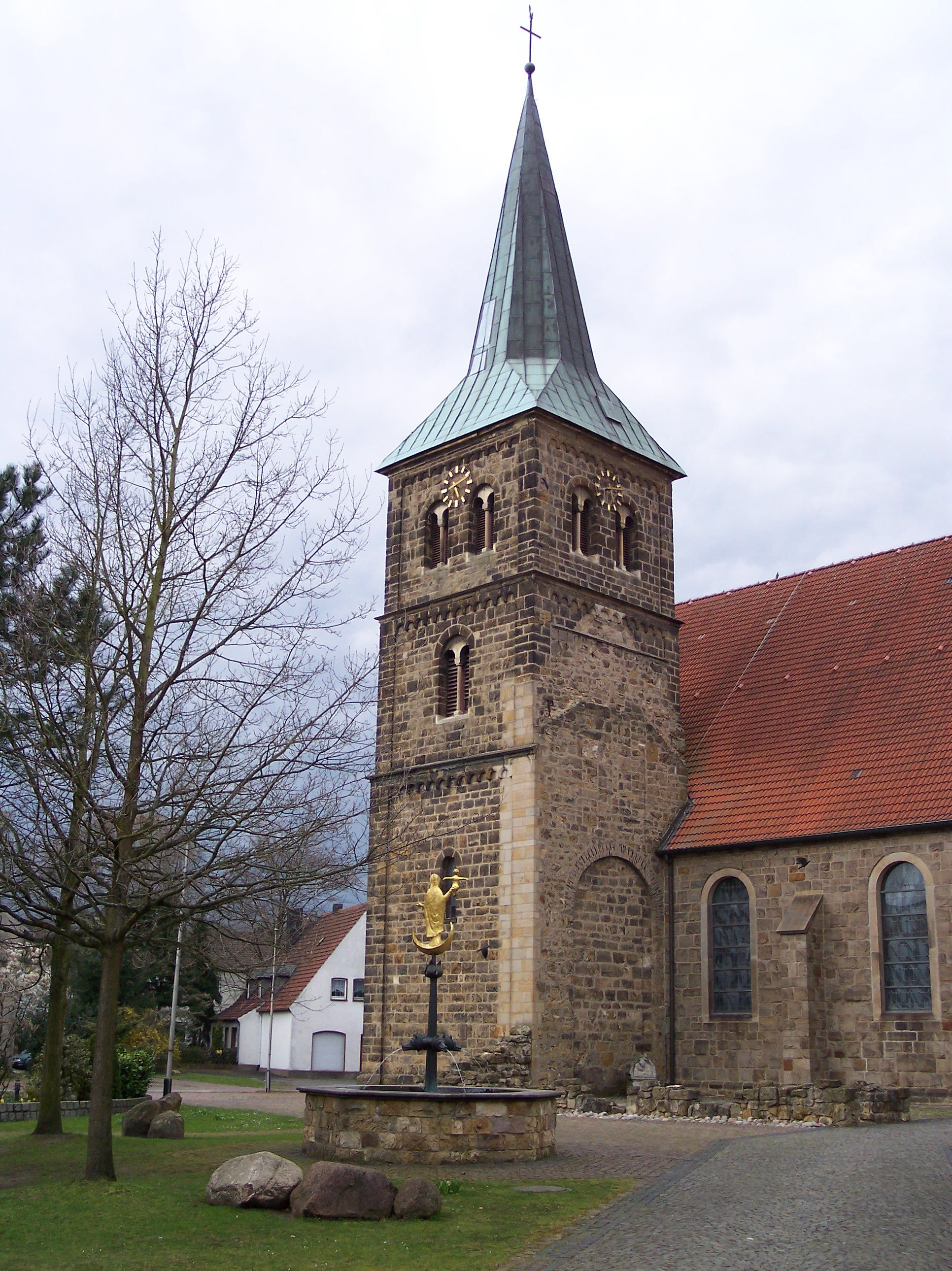
Pfarrkirche St. Matthäus und Marienbrunnen

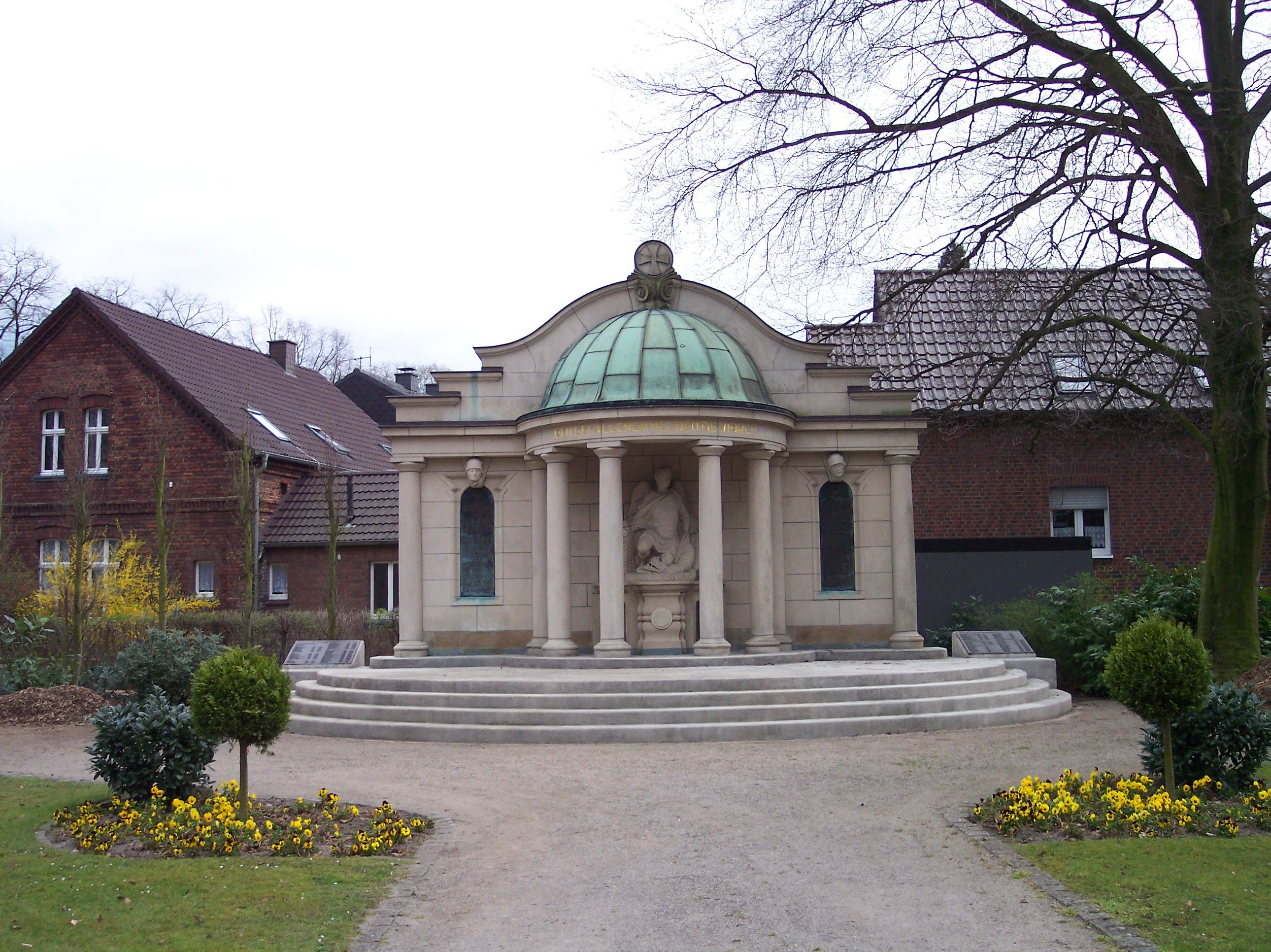
Ehrenmal

Wulfen ist ein Stadtteil von Dorsten im nordrhein-westfälischen Kreis Recklinghausen.

## Geographie

### Lage
Wulfen liegt am Südrand des Naturparks Hohe Mark-Westmünsterland im Bereich des Übergangs vom Ruhrgebiet zum Münsterland. 
Für ein Steinkohlenbergwerk mit vorgesehenen 8000 Beschäftigten wurde unter Einbeziehung Alt-Wulfens in den 1960er Jahren die Neue Stadt Wulfen für 50.000 Einwohner geplant. Das bis 1990 realisierte Teilgebiet bildet heute den Ortsteil Wulfen-Barkenberg.

### Ortsgliederung
Wulfen besteht aus Alt-Wulfen und Wulfen-Barkenberg.

## Geschichte

### Ortsgeschichte
Die später vielfach erneuerte Kirche St. Matthäus besitzt mit ihrem Taufstein aus der ersten Hälfte des 13. Jahrhunderts noch ein Zeugnis der mittelalterlichen Geschichte des Dorfes. Die hier ursprünglich ansässigen Drosten von Wulfheim wurden 1271 mit der Burg Vischering belehnt und nennen sich seither Droste zu Vischering.
Wulfen wurde am 1. Januar 1975 durch § 9 Ruhrgebiet-Gesetz in die Stadt Dorsten eingemeindet.
Deuten und Sölten gehörten wenigstens seit der napoleonischen Ära zur Gemeinde Wulfen und bilden seit 1978 einen eigenen Stadtteil Deuten.

### Bevölkerungsentwicklung
In Alt-Wulfen leben seit längerem gleichbleibend rund 5400 Einwohner, in Wulfen-Barkenberg ist die Einwohnerzahl vom Höchststand 12.500 im Jahre 1995 auf unter 10.000 gesunken. Der Ort erlebte nach dem Zweiten Weltkrieg einen stetigen Zuzug von Menschen, darunter Flüchtlinge aus Schlesien, nach dem Bau der Zeche Wulfen in den 1960er Jahren auch von Arbeitnehmern aus dem nahen Ruhrgebiet.

## Sehenswürdigkeiten
Sehenswert sind die katholische Pfarrkirche St. Matthäus und das Einkaufszentrum Am Brauturm mit seinem Turm. Außerdem ist in Wulfen das Restaurant des Spitzenkochs Frank Rosin zu finden.

## Wirtschaft
Der Schacht der Zeche Wulfen wurde um die Jahrtausendwende geschlossen und restlos beseitigt, damit fiel der größte Arbeitgeber im Ort aus. Neben diversen Kleinbetrieben existieren das Metallwerk Kleinken, das Betonwerk Berding, die Firma Humbert (u. a. Baustoffhandel) sowie die Hötten Maschinenbau GmbH. Im Herbst 2005 wurde auf dem jahrelang brach liegenden Gelände der früheren Rose-Brauerei das Einkaufszentrum Am Brauturm eröffnet. Ein weiteres Einkaufszentrum befand sich am Wulfener Markt, was seit mehreren Jahren leer steht. (Stand 2022)

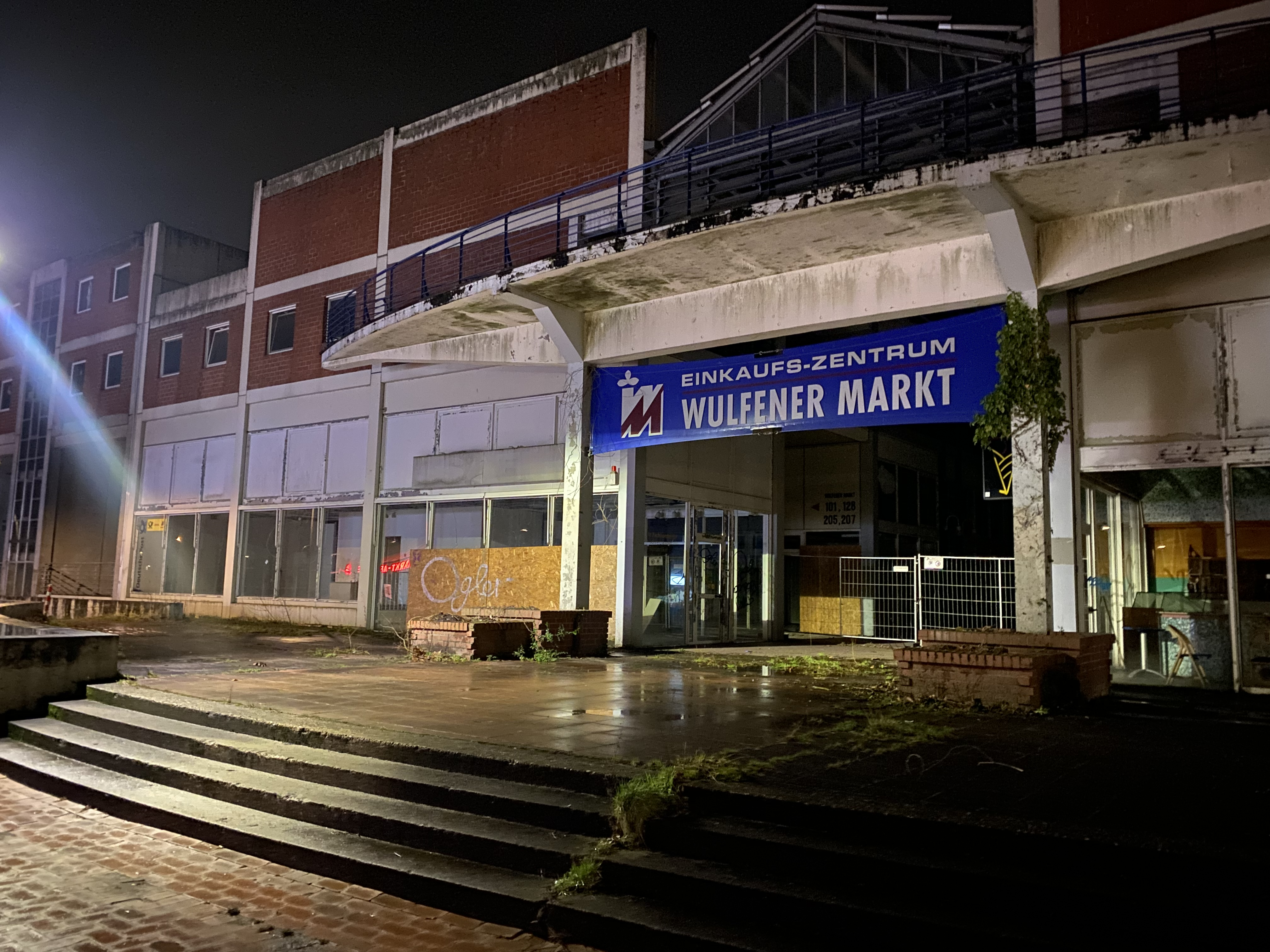
Das leer stehende Einkaufszentrum Wulfener Markt

Es wurde direkt daneben ein kleineres Einkaufscenter gebaut. Dort befinden sich zwei Lebensmittelgeschäfte, eine Drogerie, ein Tabak- und Lottogeschäft, ein Schuhgeschäft, ein Bekleidungsgeschäft und ein Bistro.

## Verkehr
Durch Wulfen führt die verkehrsreiche B 58, auf der man in östlicher Richtung die A 43 und in westlicher Richtung die A 31 erreicht. Erste Pläne für eine Ortsumgehung existieren bereits seit 1911, wurden aber bis heute aus verschiedenen Gründen nicht verwirklicht. Unter anderem stellt die Querung der Bahnstrecke Dorsten–Coesfeld ein Problem dar, weil eine Brücke besondere Maßnahmen zum Lärmschutz erfordern würden, andererseits der hohe Grundwasserstand einen möglichen Tunnel nicht ohne Weiteres zulässt.
Buslinien der Vestische Straßenbahnen GmbH:
| Linie | Verlauf | Takt (Mo–Fr)                                              |
| ----- | --- | --------------------------------------------------------- |
| SB26  | Dorsten ZOB – Frühförderstelle – Hervest Gewerbegebiet Wenge West – Alt-Wulfen – Barkenberg – Brassert – Marl Mitte                                                                         | 30 min                                                    |
| TB206 | Taxibus: Dorsten-Wulfener Markt – Gesamtschule Barkenberg – Alt-Wulfen – Deuten Mitte – Birkenallee                                                                                         | 60 min                                                    |
| TB207 | Taxibus: Dorsten-Hervest Dorfstr. – Wulfen Spessartstr. – Alt-Wulfen – Gesamtschule Barkenberg                                                                                              | 60 min                                                    |
| 209   | Dorsten-Alt-Wulfen – Lembeck Siedlung – Lembeck Busbf – Rhade Bf – Rhade Ort Am Wochenende als TaxiBus                                                                                      | 60 min (Dorsten–Lembeck) einzelne Fahrten (Lembeck–Rhade) |
| 298   | Waldfriedhof Barkenberg – Dorsten-Barkenberg Handwerkshof – Lippramsdorf – Haltern am See Kärntner Platz – Haltern am See Bf                                                                | 60 min                                                    |
| NE8   | Dorsten ZOB – Paul-Spiegel-Berufskolleg – Hervest – Alt-Wulfen – Wulfener Markt – Handwerkshof NachtExpress: In den Nächten von Freitag auf Samstag, Samstag auf Sonntag und vor Feiertagen | zwei Fahrten                                              |

Der Bahnhof Wulfen (Westfalen) ist in die Preisklasse 6 eingestuft und wird im NRW-Takt von der Regionalbahn RE 14 Emscher-Münsterland-Express (Essen–Coesfeld) bedient. Der Personennahverkehr wird seit September 2022 von der RheinRuhrBahn mit Dieseltriebwagen vom Typ Bombardier Talent ausgeführt.

## Umgebung
Etwa drei Kilometer nordwestlich von Wulfen liegt das Schloss Lembeck, welches als eines der schönsten Wasserschlösser im Münsterland gilt.

## Sport
Der Tanzsportverein TSZ Royal Wulfen wurde 1996 Deutscher Meister im Jazz Modern Dance. Im Basketball spielte der BSV Wulfen ab der Saison 2010/2011 bis zur Saison 2012/2013 in der Nordgruppe der 2. Bundesliga Pro B.